# Rhacocarpus australis
Rhacocarpus australis là một loài rêu trong họ Rhacocarpaceae. Loài này được (Hook. f. & Wilson) Paris mô tả khoa học đầu tiên năm 1898.